# پدرم و پسرم
پدرم و پسرم (ترکی استانبولی: Babam ve Oğlum) یک فیلم ترکیه‌ای در سبک درام به کارگردانی چاقان ایرماک است. از بازیگران آن می‌توان به طوبا بویوک‌اوستون و خالد ارگنچ اشاره کرد.

## موضوع فیلم
«صادق» جوانی سرکش است که پدرش او را برای تحصیل در رشته کشاورزی به استانبول فرستاده، ولی صادق در دانشگاه به فعالیتهای سیاسی مشغول بوده و تبدیل به یک خبرنگار جناح چپ در دهه ۷۰ می‌شود در حالی که پدرش دوست داشته او مهندس کشاورزی شده و کنترل مزرعه خانوادگی شان را به عهده بگیرد. در صبح ۱۲ سپتامبر سال ۱۹۸۰ وقتی کشور درگیر یک کودتا است آنها نمی‌توانند خود را به بیمارستان و پزشک برسانند و…